# Thopeutica rugothoracica
Thopeutica rugothoracica is een keversoort uit de familie van de loopkevers (Carabidae). De wetenschappelijke naam van de soort is voor het eerst geldig gepubliceerd in 1907 door W.Horn.